# Crudia acuminata
Crudia acuminata är en ärtväxtart som beskrevs av George Bentham. Crudia acuminata ingår i släktet Crudia, och familjen ärtväxter. Inga underarter finns listade i Catalogue of Life.